# Sofia Carson
Sofía Daccarett Char, känd professionellt som Sofia Carson, född 10 april 1993 i Fort Lauderdale i Florida, är en amerikansk skådespelare och sångerska.
Hon har colombianskt ursprung från sina föräldrar. Carson har bland annat blivit känd för att ha spelat rollen som den onda drottningens dotter Evie i Disney Channel-filmerna Descendants (2015), Descendants 2 (2017) och Descendants 3 (2019) samt Tessa i den fjärde A Cinderella Story-filmen If the Shoe Fits (2016). Hon har även synts i rollen som Ava Jalali i TV-serien Pretty Little Liars: The Perfectionists (2019) samt medverkat i Netflix-filmen Feel the beat (2020).